# Paul Laurent
Pour les articles homonymes, voir Laurent et Paul Laurent (homonymie).
Paul Laurent est un homme politique français, né le 1er mai 1925 à Génelard (Saône-et-Loire) et mort le 8 juillet 1990 à Saint-Cloud (Hauts-de-Seine).
Membre du Parti communiste français, il est député dans le 19e arrondissement de Paris de 1967 à 1968 et de 1973 à 1981.

## Biographie
Issu d'une famille ouvrière, Paul Laurent commence à travailler à seize ans comme employé, puis dessinateur industriel et enfin agent technique des services publics à la Préfecture de la Seine.
Il adhère au Parti communiste français en 1945, à Paris. Il gravit alors rapidement les échelons du Parti : secrétaire général de l'UJRF en 1954, puis du Mouvement de la Jeunesse communiste de France de 1956 à 1962, membre du Comité central (1956-1990), du Bureau politique (1964-1990) et du Secrétariat (1973-1990).
Il est également secrétaire de la fédération PCF de Paris en 1962, conseiller municipal et député de Paris (1967-1968 et 1973-1981). Ravissant le siège à l'UNR André Rives-Henrÿs en 1967, il le perd l'année suivante, après la dissolution de l'Assemblée par le général de Gaulle. Après une affaire politico-financière dans laquelle il est impliqué, Rives-Henrÿs démissionne et Paul Laurent est réélu en 1973 et 1978 pour deux mandats consécutifs. Il remporte la seconde élection contre Robert Casso avec 16 180 contre 15 592. Il est battu en juin 1981 par le socialiste Alain Billon, qui remporte 9 507 suffrages contre 6 220 au communiste sortant.
De 1976 à 1985, il est « responsable à l'organisation » au sein du parti dirigé par Georges Marchais, devenant ainsi le numéro deux. Il réalise à ce titre plusieurs propositions visant à perfectionner la démocratie du PCF et, en particulier, à mettre en place des tribunes de discussion en dehors des congrès et à assouplir les règles d'éligibilité. Il est considéré comme un « homme tranquille », à l'élocution posée, presque lente.
Il est le père de Pierre Laurent, journaliste et homme politique, devenu le 20 juin 2010 secrétaire national du PCF, succédant à Marie-George Buffet.

## Hommage
En 1997, la rue Paul-Laurent, située dans le 19e arrondissement de Paris, entre la rue du Maroc et la rue d'Aubervilliers, reçoit son nom.

## Ouvrage
- Le PCF comme il est : entretiens avec Roger Faivre, Éditions sociales, 1978,  (ISBN 2-209-05308-0)